# 215 Енона
215 Енона (215 Oenone) — астероїд головного поясу, відкритий 7 квітня 1880 року Віктором Кнорре у Берліні.